# Modulul lui Young
Modulul lui Young (E) este o măsură a rigidității unui material elastic și izotrop. El este, de asemenea, cunoscut și sub denumirea de modul de elasticitate longitudinal. El este definit ca fiind raportul dintre tensiunea axială și deformația relativă axială în domeniul de valabilitate al legii lui Hooke.
Modulul lui Young a fost denumit după Thomas Young, un om de știință britanic din secolul al XVIII-lea, însă conceptul a fost dezvoltat în 1727 de către Leonhard Euler, și primele experimente care folosesc conceptul de modulul lui Young în formele sale actuale au fost efectuate de către omul de știință italian Giordano Riccati în 1782.